# Sussey
Sussey ist eine französische Gemeinde mit 244 Einwohnern (Stand 1. Januar 2022) im Département Côte-d’Or in der Region Bourgogne-Franche-Comté. Sie gehört zum Kanton Arnay-le-Duc und zum Arrondissement Beaune.
Nachbargemeinden sind Thoisy-la-Berchère im Norden, Marcilly-Ogny im Nordosten, Beurey-Bauguay im Osten, Diancey im Süden, Censerey im Südwesten und Liernais im Westen. 

## Bevölkerungsentwicklung
| Jahr                       | 1962 | 1968 | 1975 | 1982 | 1990 | 1999 | 2008 | 2016 |
| -------------------------- | ---- | ---- | ---- | ---- | ---- | ---- | ---- | ---- |
| Einwohner                  | 376  | 359  | 336  | 315  | 250  | 239  | 246  | 264  |
| Quellen: Cassini und INSEE |      |      |      |      |      |      |      |      |